# Алет (сын Гиппота)
Алет (др.-греч. Ἀλήτης). Сын Гиппота, потомок Геракла. Царь Коринфа. Согласно Павсанию, потомки Сисифа Дорид и Гианфид передали царскую власть Алету. При разделе земель Гераклиды обратились к Алету с предложением передать ему эти владения. Он царствовал 38 лет, основав династию. Разделил жителей на восемь фил, проживавших в отдельных кварталах города. По Эфору, основатель Коринфа. По Дуриду, был изгнан из Коринфа, получил в подарок ком земли и воспользовался этим для возвращения. Коринфян называли «сыны Алета». Его потомок Фалий основал Эпидамн.
Никомах был автором трагедии «Алетиды».